# Imunosupresiv
Imunosupresivni lekovi deluju u fazi indukcije imunološkog odgovora, smanjujući proliferaciju limfocita. Neki takođe inhibišu efektornu fazu.

## Podela lekova
Lekovi koji se koriste u cilju imunosupresije grubo se mogu podeliti na agense koji:
- inhibiraju stvaranje ili dejstvo interleukina-2, npr. ciklosporin, takrolimus
- inhibiraju ekspresiju gena za citokine, npr. kortikosteroidi
- inhibiraju sinrezu purina i pirimidina, npr. azatioprin, mikofenolat, mofetil
- blokiraju molekule na površini T ćelija koji su uključeni u proces signalizacije, npr. monoklonska antitela

## Namena
Imunosupresivi imaju tri glavne namene:
- da suprimiraju odbacivanje transplantiranog organa i tkiva (bubreg, koštana srž, srce, jetra, i dr),
- da suprimiraju reakciju grafta protiv domaćina pri transplantaciji koštane srži,
- da leče različita stanja koja nisu u potpunosti objašnjena, a za koja se veruje da u svojoj patogenezi imaju važnu autoimunu komponentnu: idiopatska trombocitopenijska purpura, neke forme hemolitičke anemije, neke forme glomerulonefritisa, mijastenija gravis, sistemski lupus eritematosus, reumatoidni artritis, psorijaza i ulcerozni kolitis.

Pri transplantaciji organa ili koštane srži, ciklosporin se obično kombinuje sa glikokortikoidom, citotoksičnim lekom ili antilimfocitnim imunoglobulinom. Zbog toga što narušavaju imuni odgovor, nose rizik oslabljenog odgovora na infekciju i mogu olakšati pojavu maligniteta. Međutim, odnos između ovih neželjenih efekata i potentnosti u prevenciji odbacivanja grafta varira među različitim lekovima.

## Literatura
|  | Molimo Vas, obratite pažnju na važno upozorenje u vezi sa temama iz oblasti medicine (zdravlja). |